# Кашуэйра-ду-Арари
Кашуэйра-ду-Арари (порт. Cachoeira do Arari) — муниципалитет в Бразилии, входит в штат Пара. Составная часть мезорегиона Маражо. Входит в экономико-статистический микрорегион Арари. Население составляет 20 443 человек на 2010 год. Занимает площадь 3100,261 км². Плотность населения — 6,59 чел./км².

## Демография
Согласно сведениям, собранным в ходе переписи 2010 г. Национальным институтом географии и статистики (IBGE), население муниципалитета составляет:
| Полное население                               | Полное население                               | Полное население                               | Полное население                               | 20 443 |
| ---------------------------------------------- | ---------------------------------------------- | ---------------------------------------------- | ---------------------------------------------- | ------ |
| в том числе:                                   | Городское население                            | 7356                                           | Процент городского населения, %                | 35,98  |
|                                                | Сельское население                             | 13 087                                         | Процент сельского населения, %                 | 64,02  |
|                                                | Мужское население                              | 10 545                                         | Процент мужского населения, %                  | 51,58  |
|                                                | Женское население                              | 9898                                           | Процент женского населения, %                  | 48,42  |
| Плотность населения, чел/км²                   | Плотность населения, чел/км²                   | Плотность населения, чел/км²                   | Плотность населения, чел/км²                   | 6,59   |
| Население муниципалитета в % к населению штата | Население муниципалитета в % к населению штата | Население муниципалитета в % к населению штата | Население муниципалитета в % к населению штата | 0,27   |

По данным оценки 2015 года население муниципалитета составляет 22 449 жителей.

## Статистика
- Валовой внутренний продукт на 2003 год составляет 41 719 598,00 реалов (данные: Бразильский институт географии и статистики).
- Валовой внутренний продукт на душу населения на 2003 год составляет 2483,61 реалов (данные: Бразильский институт географии и статистики).
- Индекс развития человеческого потенциала на 2000 год составляет 0,680 (данные: Программа развития ООН).

## Важнейшие населенные пункты
| № | Населённый пункт  | Населённый пункт (порт.) | Категория | Население чел. (2010) | На карте                       |
| - | ----------------- | ------------------------ | --------- | --------------------- | ------------------------------ |
| 1 | Кашуэйра-ду-Арари | Cachoeira do Arari       | город     | 7356                  | 1°00′37″ ю. ш. 48°57′41″ з. д. |
| 2 | Ретиру-Гранди     | Retiro Grande            | поселок   | 1190                  | 0°56′10″ ю. ш. 48°43′35″ з. д. |
| 3 | Камара-ду-Маражо  | Cámara do Marajó         | поселок   | 1083                  | 0°53′39″ ю. ш. 48°39′57″ з. д. |
| 4 | Умаризал          | Umarizal                 | поселок   | 303                   | 0°53′48″ ю. ш. 48°39′36″ з. д. |